# Inazuma Eleven Strikers
Inazuma Eleven Strikers est un jeu vidéo de rôle développé et édité par Level-5 sur Wii en juillet 2011 au Japon et le 28 septembre 2012 en Europe.
Le thème principal du jeu est centré sur le football. Il s'agit du premier épisode de la série à être développé sur console de salon. Cet opus permet de retrouver l'ensemble des personnages apparus dans les trois épisodes sur Nintendo DS. C'est un jeu que l'on peut jouer tout seul contre l'ordinateur ou à deux joueurs.

## Équipes présentes
- Raimon (première saison)
- Raimon (deuxième saison)
- Royal Academy
- Collège Zeus
- Chaos
- Alius Academy
- Empereurs Noirs
- Inazuma Japon
- Néo Japon
- Empereurs Noirs
- Ogres
- Inazuma Girls
- Raimon GO (dans la série Inazuma Eleven Go)

À noter que l'on peut uniquement recruter Arion Sherwind (personnage principal), Jean-Pierre Lapin (Inspiré de l'ancien joueur Jean-Pierre Papin), Victor Blade, Riccardo Di Rigo et Gabriel Garcia.

## Modes de jeu
- Match amical
- Tournoi
- Mode local du club
- Paramètres
- Mini-jeux

## Voix françaises
- Pablo Hertsens : Mark Evans, Alan Master, Ethan Whitering
- Cyrille Monge : Axel Blaze
- Christophe Hespel : Jude Sharp, Erik Eagle
- Tony Beck : Shawn Frost, Caleb Stonewall
- Jessica Barrier : Célia Hills
- Kelyan Blanc : Sam, Jack, Dvalin
- Donald Reignoux : Xavier Foster, Scotty Banyan, Dawson Foxx, Shadow Cimmerian
- Hervé Grull : Thomas Feldt, Neil Turner, Dave Quamgire
- Francine Baudelot : Steve, Max
- Dorothée Pousséo : Tod Ironside, Nelly Raimon
- Stéphane Miquel : M. Hillman, Ray Dark, M. Veteran
- Caroline Klaus : Lina Shiller, Hurley, Nathan, la mère de Mark
- Jérôme Berthoud : Kevin, David Samford, Joseph King